# Велика награда Белгије
Велика награда Белгије је трка у оквиру шампионата формуле 1.
У сезони 2014 ВН Белгије се возила на стази крај белгијске бање СПА-Франкошамп.
Победник је био Данијел Рикардо из Ред була.

## Историја
Спа регион је био повезан са ауто-тркама још почетком XX века.
Стаза Circuit de Spa-Francorchamps је саграђена 1921. године, а први пут трка за ВН Белгије је одржана 1925. године.
Тријумфовао је Антонио Аскари, чији ће син Алберто тријумфовати два пута у оквиру ФИА шампионата на овој стази.
У оквиру ФИА шампионата Велика награда Белгије се налази од прве сезоне, 1950. године.
Било је свега шест сезона када ВН Белгије није била на програму ФИА шампионата.
Последњи пут је то било 2006. године, када је урађена генерална реконструкција стазе.
Трка је позната по непредвидљивом, односно често кишовитом времену које прати трку.
Врло често возаче чека стаза која је у једном делу мокра, а у другом делу сува.
Већина возача каже да је Спа најзахтевнија стаза у тренутном Ф1 шампионату.
ВН Белгије 1982. године остаће забележена црним словима у историји Формуле 1, јер је на тој трци погинуо Канађанин Жил Вилнев.
У сезони 2008. ВН Белгије ће остати запамћена по неколико последњих кругова и фантастичном дуелу Финца Кимија Рејкенена и Енглеза Луиса Хамилтона.
После неколико међусобних претицања, Рејкенен се окренуо на стази и ударио у зид.
Кроз циљ је први прошао Хамилтон, али је накнадно кажњен са 25 секунди због недозвољеног скраћивања кривине.
Тако је на крају ипак тријумфовао Бразилац Фелипе Маса.
У сезони 2009. је трка била пуна изненађенња. До пол позиције је неочекивано дошао Ђанкарло Физикела у Форс Индији. То је уједно била прва пол позиција за индијски тим, a трка у Белгији је означила почетак великог напретка овог тима након 29 трка у Формули 1 без освојеног бода. У недељу је на трци победио Кими Рејкенен и то је била прва и једина победа за Ферари у 2009. Други је био Физикела, а трећи Фетел.
На трци у сезони 2010. је најбржи на квалификацијама био Марк Вебер у Ред Булу, а почетак трке у недељу је обележила слаба киша која је пореметила Фетела, Батона и Алонса који су важили за једне од фаворита. На крају се најбоље снашао Луис Хамилтон у Макларену. Он је на самом старту трке преузео прво место од Вебера који је завршио на другом месту, док је трећи био Роберт Кубица у Реноу.
У 2011. је током целе године доминирао Ред бул рејсинг, а то се видело и на Великој награди Белгије. Себастијан Фетел је био на пол позицији коју је у недељу претворио у победу. Други је био његов тимски колега Марк Вебер, а трећи возач Макларена Џенсон Батон.

## Победници трка
Највише победа на тркама за ВН Белгије које су се возиле у оквиру ФИА шампионата има
- Михаел Шумахер, 6 победа *

Још 11 возача је тријумфовало више од једном на ВН Белгије. То су:
- Аиртон Сена, 5 победа
- Џим Кларк, 4 победе
- Кими Рејкенен, 4 победе
- Хуан Мануел Фанђо, 3 победе
- Дејмон Хил, 3 победе *
- Луис Хамилтон, 3 победе
- Себастијан Фетел, 3 победе
- Алберто Аскари, 2 победе
- Емерсон Фитипалди, 2 победе
- Ники Лауда, 2 победе и
- Ален Прост, 2 победе

* Године 1994. Шумахер је први прошао кроз циљ, али је касније дисквалификован, а титула додељена Дејмону Хилу.

## Спољањше везе
- Званични веб-сајт